# 第22回全国大学サッカー選手権大会
第22回全国大学サッカー選手権大会は1973年11月21日から11月25日にかけて開催された全日本大学サッカー選手権大会である。早稲田大学が2年連続4回目の優勝を果たした。

## 概要
9地域の代表16校が参加した。
今大会より、延長戦後の抽選は廃止され、PK戦により次ラウンド進出チームを決定することとなった。

### 大会日程
- 1973年11月21日 - 1回戦
- 1973年11月22日 - 準々決勝
- 1973年11月23日 - 準決勝
- 1973年11月24日 - 三位決定戦
- 1973年11月25日 - 決勝

### 開催競技場
- 西が丘サッカー場（1回戦・準々決勝・準決勝・決勝）
- 三ツ沢球技場（1回戦・準々決勝）
- 駒場サッカー場（1回戦）

## 出場大学
- 札幌大学（北海道代表・6年連続6回目）
- 東北学院大学（東北代表・4年ぶり5回目）
- 法政大学（関東第1代表・2年連続5回目）
- 早稲田大学（関東第2代表・4年連続7回目）
- 日本体育大学（関東第3代表・2年連続2回目）
- 中央大学（関東第4代表・3年連続5回目）
- 東京教育大学（関東第5代表・2年ぶり7回目）
- 金沢大学（北陸代表・2年連続3回目）
- 中京大学（東海代表・2年連続7回目）
- 大阪商業大学（関西第1代表・2年連続6回目）
- 関西学院大学（関西第2代表・5年連続7回目）
- 京都産業大学（関西第3代表・初）
- 島根大学（中国代表・初）
- 高知大学（四国代表・初）
- 九州産業大学（九州代表・8年連続8回目）
- 福岡大学（九州代表・5年連続5回目）

## 試合日程・結果

### 1回戦
| 1973年11月21日 |

| 法政大学 | 2 - 0 | 東北学院大学 |
|          |       |              |

| 西が丘サッカー場 |

| 1973年11月21日 |

| 九州産業大学 | 1 - 0 | 中京大学 |
|              |       |          |

| 西が丘サッカー場 |

| 1973年11月21日 |

| 関西学院大学 | 4 - 1 | 金沢大学 |
|              |       |          |

| 駒場サッカー場 |

| 1973年11月21日 |

| 島根大学 | 1 - 4 | 中央大学 |
|          |       |          |

| 駒場サッカー場 |

| 1973年11月21日 |

| 日本体育大学 | 1 - 2 | 大阪商業大学 |
|              |       |              |

| 駒場サッカー場 |

| 1973年11月21日 |

| 札幌大学 | 2 - 2 (PK 4-2) | 東京教育大学 |
|          |                |              |

| 三ツ沢球技場 |

| 1973年11月21日 |

| 福岡大学 | 0 - 2 | 京都産業大学 |
|          |       |              |

| 三ツ沢球技場 |

| 1973年11月21日 |

| 高知大学 | 0 - 7 | 早稲田大学 |
|          |       |            |

| 三ツ沢球技場 |

### 準々決勝
| 1973年11月22日 |

| 法政大学 | 1 - 0 | 九州産業大学 |
|          |       |              |

| 三ツ沢球技場 |

| 1973年11月22日 |

| 関西学院大学 | 0 - 0 (PK 3-1) | 中央大学 |
|              |                |          |

| 三ツ沢球技場 |

| 1973年11月22日 |

| 大阪商業大学 | 3 - 0 | 札幌大学 |
|              |       |          |

| 西が丘サッカー場 |

| 1973年11月22日 |

| 京都産業大学 | 1 - 4 | 早稲田大学 |
|              |       |            |

| 西が丘サッカー場 |

### 準決勝
| 1973年11月24日 |

| 法政大学           | 1 - 0 | 関西学院大学 |
| 石川 前25分 (pen.) |       |              |

| 西が丘サッカー場 |

| 1973年11月24日 |

| 大阪商業大学 | 0 - 3 | 早稲田大学                             |
|              |       | 亀田 前40分 · 碓井 後35分 · 得点者不明 |

| 西が丘サッカー場 |

### 三位決定戦
| 1973年11月24日 |

| 関西学院大学 | 0 - 4 | 大阪商業大学 |
|              |       |              |

| 西が丘サッカー場 |

### 決勝
| 1973年11月25日 |

| 法政大学 | 0 - 3 | 早稲田大学                               |
|          |       | 亀田 前4分 · 自殺点 前28分 · 碓井 後13分 |

| 西が丘サッカー場 |

## 最終結果
| 第22回全国大学サッカー選手権大会 優勝チーム |
| ------------------------------------------- |
| 早稲田大学 2年連続4回目                     |

## 主な出場選手
- 清水秀彦（法政大学）
- 永尾昇（法政大学）
- 今井敏明（早稲田大学）
- 碓井博行（早稲田大学）